# Саїтбаєво
Саїтба́єво (рос. Саитбаево, башк. Сәйетбай) — присілок у складі Бураєвського району Башкортостану, Росія. Входить до складу Каїнликовської сільської ради.
Населення — 282 особи (2010; 335 у 2002).
Національний склад:
- башкири — 99 %